# 톰 렝크
톰 렝크(영어: Tom Lenk, 1976년 6월 16일 ~ )는 미국의 배우이다.

## 출연 작품
- 서치 굿 피플 (2014)
- 스노우 브라이드 (2013)
- 파라곤 스쿨 포 걸스 (2013)
- 걸스 윌 비 걸스 2012 (2012)
- 헛소동 (2012)
- 캐빈 인 더 우즈 (2012)
- 헬로우 콜러 (2011)
- 내 여자친구의 남자친구 (2010)
- 보더 패트롤 (2007)
- 부기맨 2 (2007)
- 트랜스포머 (2007)
- 넘버 23 (2007)
- 데이트 영화 (2006)
- 앤 덴 케임 썸머 (2000)
- 부기 나이트 (1997)
- 뱀파이어 해결사 (1997)